# История кадусиев

Передняя Азия во II-I тыс. до н.э. в работах Мейера М. С.

Одним из недостаточно изученных древних племен, локализуемых древними писателями на территории Азербайджана, являются кадусии. Наиболее ранние сведения об этих племенах относится к концу VI – началу V века до н. э. Если опираться на представленные нам сведения, то согласно этим источникам, кадусии располагались южнее албан, по соседству с массагетами, гелами, анариаками, тапурами, мидийцами и матиенами. Упоминание древними писателями в соседстве с кадусиями такого большого количества племен позволяет судить, что они заселяли огромное пространство, точнее на востоке от Каспийского моря, на западе вплоть до матиенских земель, что располагалось на северо-западе Мидии.

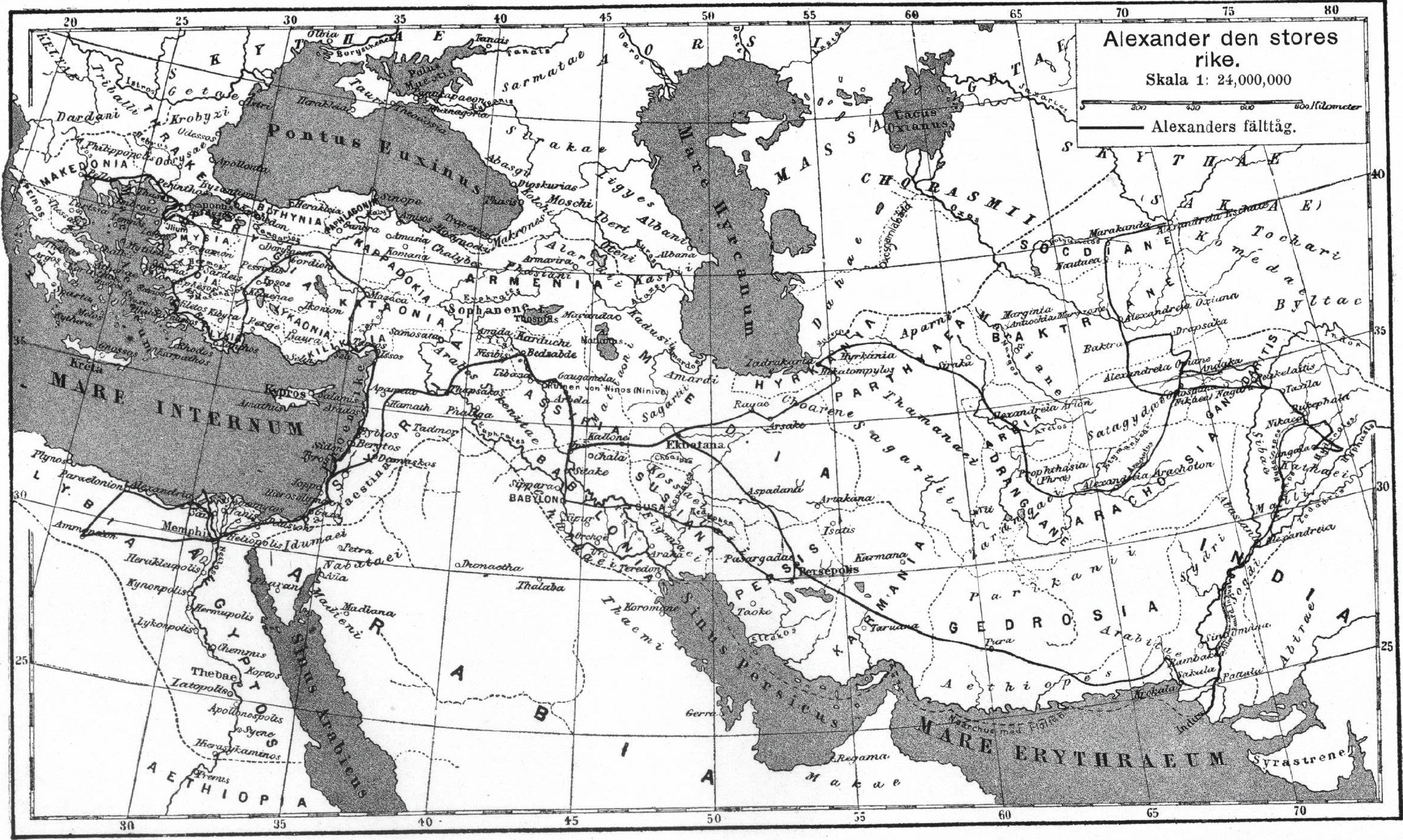
Территория кадусиев во времена правления Александра Македонского

Кадусии считались прото-мидийским племенем, обитавшим на юго-западном побережье Каспийского моря, хотя  Уильям Смит опираясь на Корнелия Непота говорил, что кадусии были мощным скифским племенем. Ямпольский З. И. указывал, что кадусиев называли легами. Большим специалистом по истории кадусиев, был британский историк Рональд Сайм, который дал четкую информацию об их место обитании и об их вождях. Кристиан Пиллер изучал и писал об ахреологии кадусиев.
По иранисту Э. А. Грантовскому, кадусии — иранские племена, наравне с парсиями, мардами и гелами. Археологические материалы из западной части Южного Прикаспия конца II — первых веков I тысячелетия до н. э. характеризуют культуру западноиранских племен, обладая специфическими, а иногда и более яркими чертами, которые рассматриваются как указание на иранский этнос. В прикаспийских областях существовали и существуют особые иранские диалекты. Мнение, что говорящие на них лишь перешли на иранскую речь в поздний период, бездоказательно.
В отличие от И.Алиева Фарида Мамедова категорически настаивала на том, что гелы и леги были автохтонами кавказского происхождения. Но, если исходить из сообщения Страбона о том, что гелы и леги были племенами скифского происхождения [Strabo,XI,5,1], то предположения Ф.Мамедовой о кавказоязычности гелов и легов выглядят обыкновенной фикцией. Доказательств, кроме ссылки на сообщение М.Каланкатуйского о гортанности гаргарского языка, в пользу представленной гипотезы в книге указанного исследователя нет и не может быть.

Когда Играр Алиев, строя свою гипотезу о кавказо-хурритском происхождении гелов, считает, что их проникновение шло с юга (из Гиляна) на север в начале нашей, то он противоречит рассказу Геродота о причерноморском походе Дария I против скифов. А Геродот сообщает, что перед нашествием Дария I, скифы обратились за помощью к царям тавров, агафирсов, невров, меланхленов, гелонов, будинов и савроматов. Таким образом, вышеуказанное сообщение Геродота, а вслед за ним Страбона и Плиния полностью ставят под сомнение выводы Ф.Мамедовой о кавказоязычности гелов / легов, а также утверждение И.Алиева о продвижении гелов с юга на север в начале нашей эры. Параллель же, проводимая античными писателями, кадусии-гелы/гелы-скифы позволяет поставить знак тождества между понятиями кадусии-скифы.

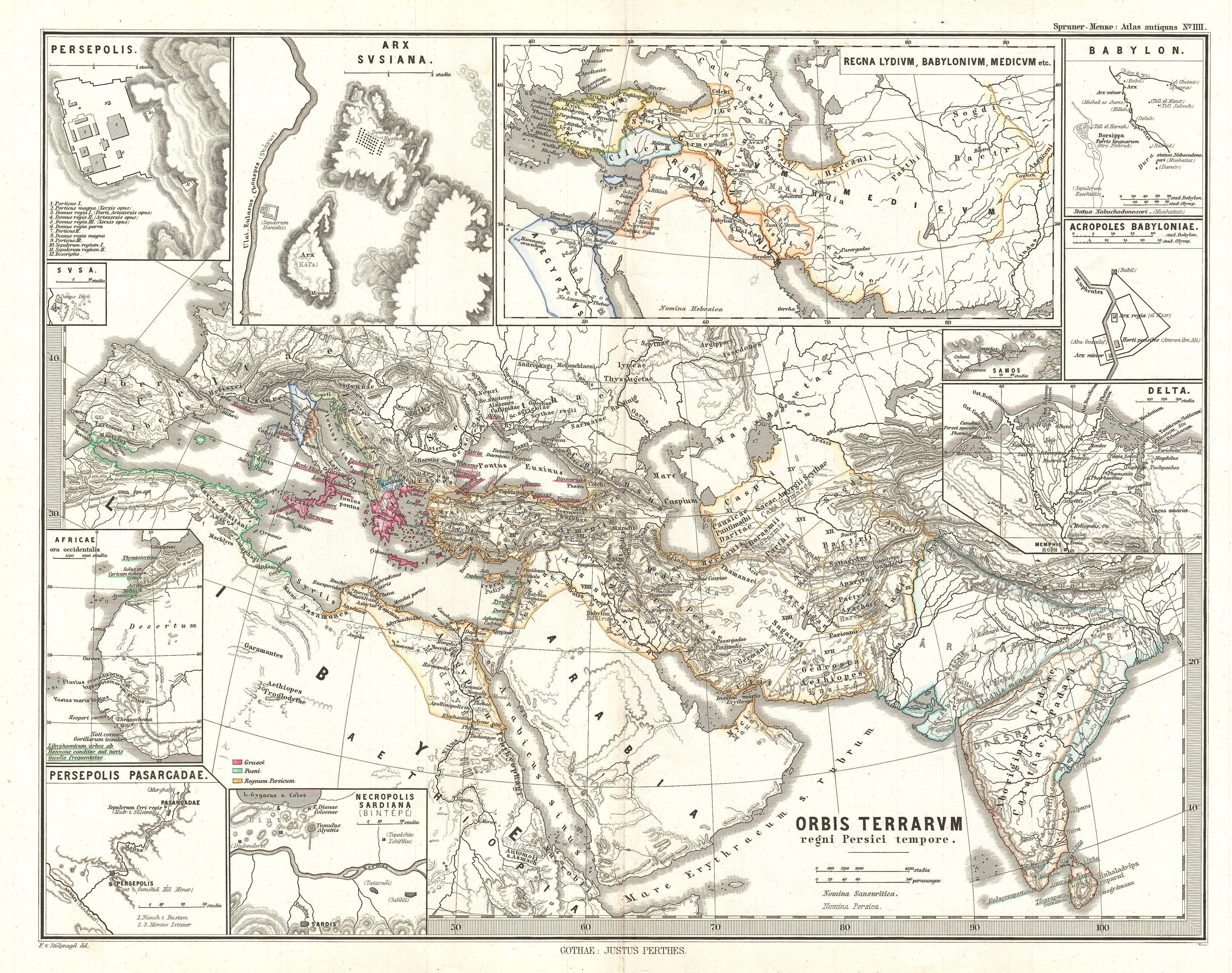
Кадусии в Мидии

## Этноним
По одной из версий называние кадусиев может оказаться восточноиранским производным от *kad - "лес" (ср.осет. *qӕd - "бревно, стебель, ствол, дерево, лес") или от персидского kad - "дом". Но и от предложенной этимологии на основе др.-инд. khada "пещера, яма, хижина, шалаш" не стоит отказываться до обнаружения новых аргументов. Олег Николаевич Трубачёв приводит мнение, что kad-usi(ia) - в пещерах живущие: Cadusii, племя на Северном Кавказе. Ср. др.-ин д. khada пещера, нора, яма, хижина, шалаш  и vas - обитать, жить, khada-vasya- живущиев пещерах. В Скифии и Хазарии существовала много вековая традиция полуземляночных жилищ - Шапошников. Уильям Смит говорил, что племя кадусиев (Qādūsīāns) берет свое называние от имени Кавада (Qavades). По другой версии кад (нем. Kad-usz) был называнием реки, находящиеся вблизи Каспийского моря. Другими наименованиями кадусиев являются: кадисены, кардухи, кудишайе, кудишиты, катишк, кадишы, катиск,  кадисеи, катши, кедусии, катанны, кадашы, кадисины.
До Персидской империи
Похоже, они постоянно воевали со своими соседями. Сначала подчинялись ассирийцам, если мы поверим сомнительным источникам Диодора, они были по крайней мере в номинальном подчинении мидийцев, пока они не восстали во времена мидийского царя Артея. В рассказе Ктесия (о котором рассказывал Диодор) война началась с оскорбления, которое царь дал могущественному персу, которого звали Парсонд. После оскорбления Парсонд с небольшой силой удалился в Кадусию и присоединился к самому могущественному из местных правителей, предложив свою сестру ему в жену. В этот момент страна, которая была подчинена по меньшей мере номинальному подчинению мидянам, взбунтовалась и выбрала в качестве своего военачальника Парсоеда, отдав ему командование своей армией. Против них мидяне вооружили не менее восьмисот тысяч человек (это числа, данные Ктесием, которым нельзя доверять). Артей потерпел неудачу в попытке захватить кадусиев, и Парсонд был триумфально избран победителями королем. Парсод вел сплошные рейды в Мидию за своё долгое царство, как и те, кто его сменил, породив состояние вечной вражды и войны между Кадусией и Мидянами, которое продолжалось до падения Мидии в 559 году до нашей эры. Некоторые ученые идентифицируют Артея с Дейоком Геродота, или лучше Дайукку, кто является важным мидийским начальником во времена ассирийской гегемонии. Еще один интересный момент в этой истории заключается в том, что здесь Ктесий впервые упоминает кадусиев. Что кажется более определенным (в докладе Николая Дамасского) это то, что к концу Мидийского царства кадусии сыграли важную роль в его падении, объединившись с врагами Мидии, персами.
Кадусии и персы

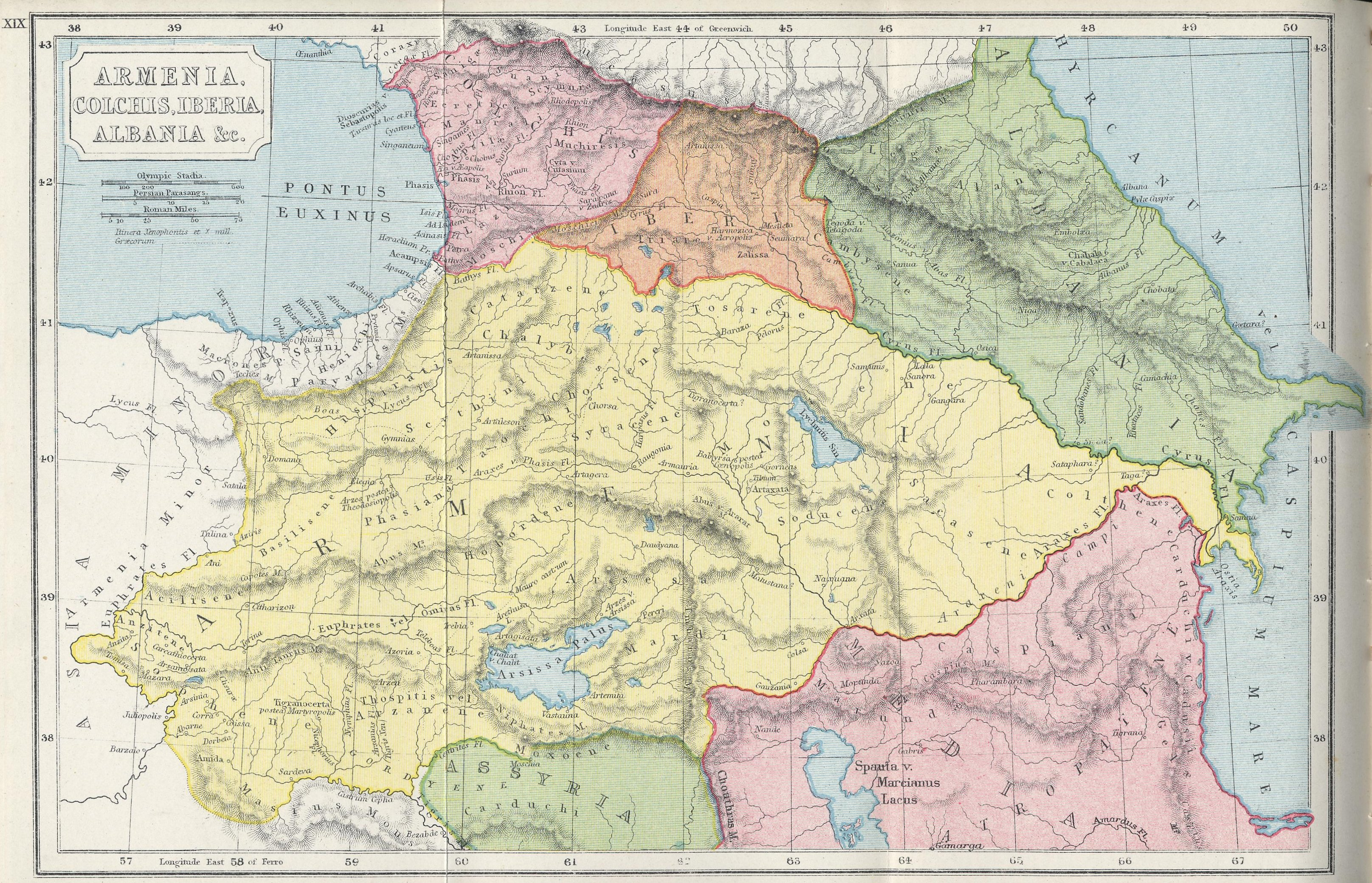
Кадусии на карте Сэ́мюэла Ба́тлера

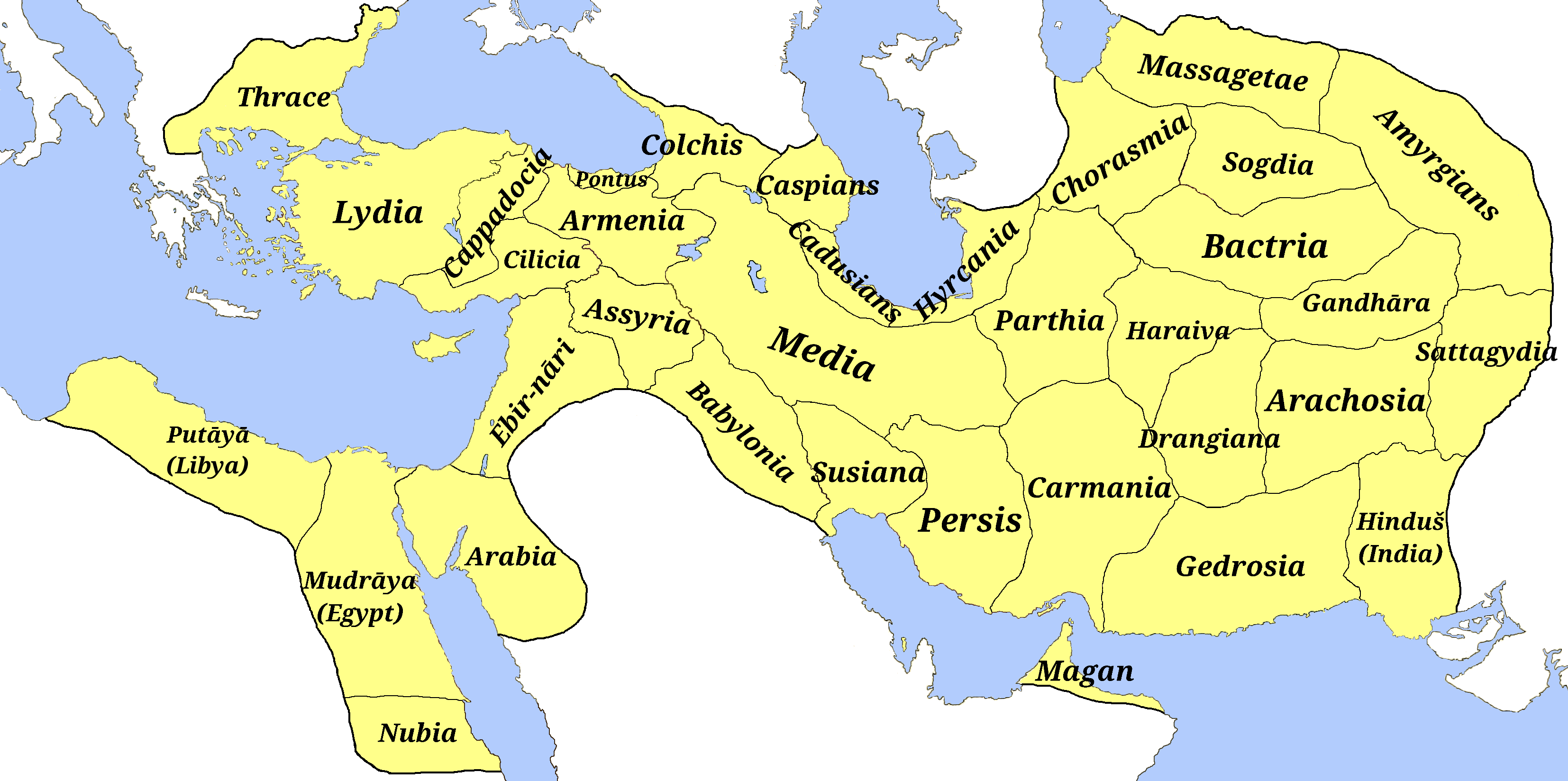
Карта имперских сатрапов Ахеменидов

Похоже, что у персов изначально были большие трудности кадусиями; они были сразу же верными союзниками Кира Великого (559—529 гг. до н. э.), изначально против мидийцев и позже против вавилонян. И их союзничество, похоже, было чем-то большим, чем номинальное, учитывая, что Ксенофонт говорит нам, что Кир назначил сына по имени Танаоксеркс (вероятно Смердис) сатрапией Кадусии. Но во времена Дария Великого контроль Персии над регионом, должно быть, потерпел частичную неудачу, поскольку мы никогда не слышим их имени у Геродота или в персидских надписях в списках народов и территорий, являющихся частью империи. Кир Младший, сын Высокого Царя Дария II (423—404 до н. э.) возглавляя экспедицию против восставших кадусиев. Экспедиция Кира была успешной, так как через три года кадусии сражались в Кунаксе под знаменами Артаксеркса II. Но их послушание Артаксерксу II не заставило себя долго ждать; мы видим их восстание в 385 и 358 годах до нашей эры. Первый бунт был разбит большой армией во главе Артаксерксом. В победе сыграла ключевую роль советник короля Тирибазус, который хитро обманул главных повстанцев и подчинил их королю. Другим человеком, отличившимся в этой кампании, был Датам, который должен был стать одним из самых ярких персидских генералов. Конфликт 358 года при правлении Артаксеркса III (358—338 гг. до н. э.) был последним крупным столкновением между кадусиями и персами. Последние годы империи кадусии оставались покорными. Эта война была важной, поскольку она дала повод персидскому генералу Кодоманну отличиться в единоборстве с вождем кадусиев; действие, которое проложило ему дорогу к престолу и стать правителем Дарием III (336—330 до н. э.).
При Александре Великом

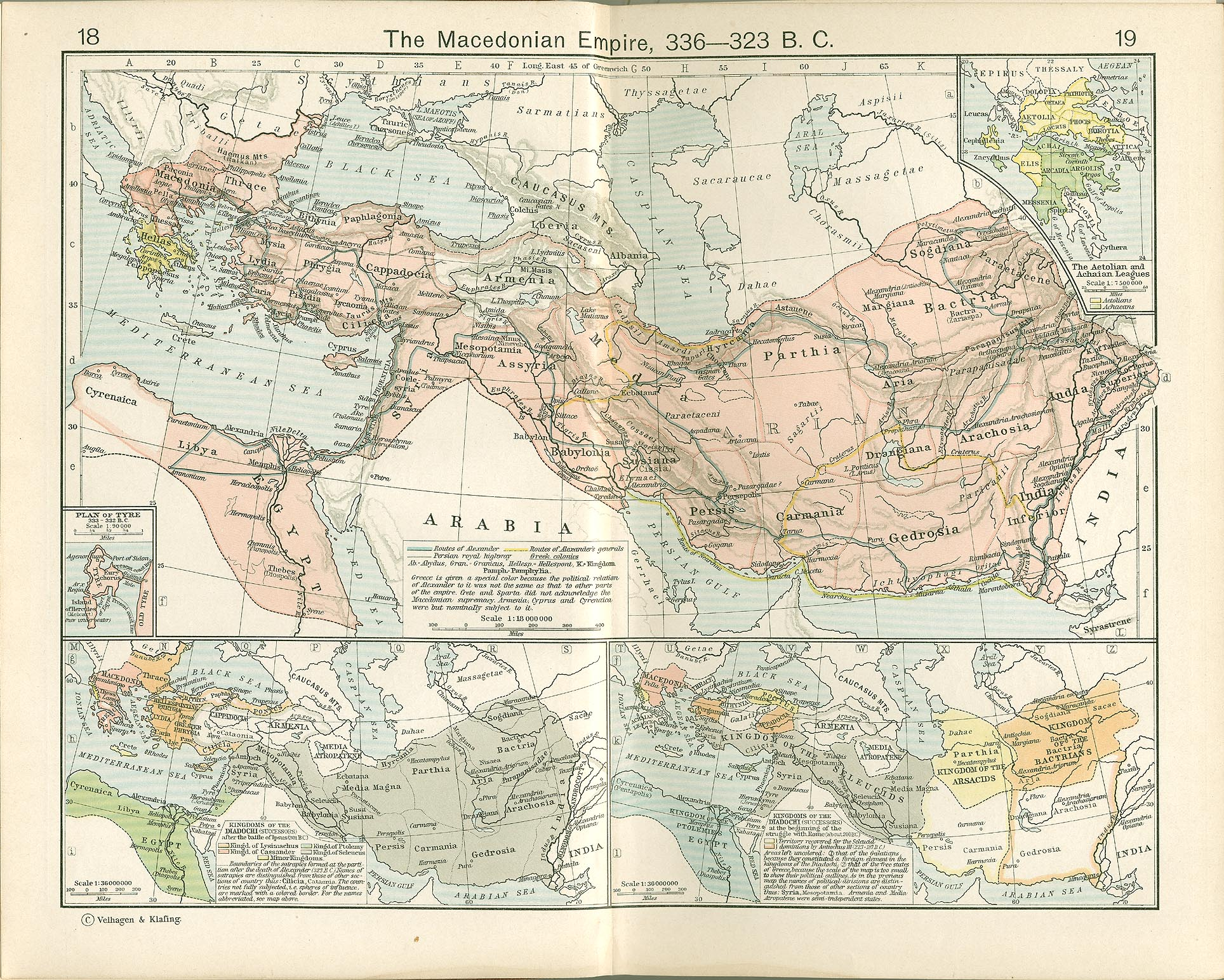
Кадусии при Селевкидах

Во время восточного македонского завоевания кадусии оставались верными персам вплоть до самого конца Дария III; мы читаем об их кавалерии, сражающейся против Александра в Гавгамелах (331 г. до н. э.). Но в конце их покорил генерал Александра Парменион. В последующих восточных войнах они упоминаются как союзники той или иной стороны. После разделения империи Александра они стали частью империи Селевкидов; в этом контексте мы читаем о них, сражающихся за Селевкидов в битве при Рафии против египтян (217 г. до н. э.), и их имя упоминается при Антиохе III (223—187 гг. до н. э.) как отправленные в Эгион к ахейцам, находящихся под властью Селевкидов. Но сокрушительная победа римлян в Магнезии начала распад власти Селевкидов и потерю всех восточных территорий. С этого момента мало что известно о истории кадусиев; они, кажется, были рано подчинены парфянами. Как их союзников, Марк Антоний встретил их в 36 г. до н. э. во время своей парфянской кампании; и два столетия спустя римский император Каракалла в 216 году повторил кампанию, также вступив в контакт с кадусиями. За исключением поддельного письма вождя кадусиев по имени Велонус, Сасанидскому царю Шапуру I в 260 году это практически последний источник, который говорит о кадусиях как о существующем народе.